# Panara
Panara è una suddivisione dell'India, classificata come census town, di 4.144 abitanti, situata nel distretto di Chhindwara, nello stato federato del Madhya Pradesh. In base al numero di abitanti la città rientra nella classe VI (meno di 5.000 persone).

## Geografia fisica
La città è situata a 22° 4' 0 N e 78° 32' 60 E e ha un'altitudine di 732 m s.l.m..

## Società

### Evoluzione demografica
Al censimento del 2001 la popolazione di Panara assommava a 4.144 persone, delle quali 2.078 maschi e 2.066 femmine. I bambini di età inferiore o uguale ai sei anni assommavano a 464, dei quali 229 maschi e 235 femmine. Infine, coloro che erano in grado di saper almeno leggere e scrivere erano 2.865, dei quali 1.578 maschi e 1.287 femmine.